# Народни музеј Аранђеловац
Народни музеј Аранђеловац је основан 1981. године и смештен у наменски грађено здање чија се архитектура ослања на традиције народног градитељства Шумадије. Изложбена делатност Музеја одвија се у два простора: партерном (актуелна стална поставка Миленијуми) и галеријском (изложба експоната савремене уметничке керамике из музејске збирке).
Део изложбеног простора у партеру намењен је организовању тематских и гостујућих изложби.

## Збирке
У концепцијском смислу, Народни музеј представља установу заштите комплексног типа са збиркама из области палеонтологије, археологије, етнологије, историје и историје уметности.

### Палантеолошка збирка
Палантеолошка збирка је формирана на основу откривених фосилних остатака плеистоцене фауне која је пронађена у Рисовачкој пећини. У моћним пећинским наслагама истраживачи су пронашли преко 6.000 фосилних остатака, те се Рисовача с правом може назвати палеонтолошком ризницом.
По броју сачуваних остатака пећински медвед далеко надмашује све остале сисаре, који су крајем леденог доба насељавали простор, међу којима и оних који су изумрли: рунасти мамут, степски бизон, степски носорог, јелен оријаш, зебрасти коњић, затим, пећински лав, пећинска хијена. У рисовачку фауну с краја леденог доба свакако убрајамо и оне врсте које су преживеле све катастрофичне промене животне средине и данас насељавају широке просторе наше планете: мрки медвед, вук, лисица, дивља свиња, јазавац, дабар, зец, јеж.

### Археолошка збирка
Археолошка збирка је по времену подељена на праисторију и антику и средњи век.

#### Праисторија
Палеолит налази палеолитске старости везују се за пећину Рисовачу, у којој је, у времену од пре 50.000 до пре 35.000 година, своје склониште налазила ишчезла људска врста, Homo sapiens Neanderthalensis. У пећинским седиментима откривени су трагови живота неандерталских ловаца и сакупљача плодова: типични мустеријенски троугаони шиљци, листолики шиљци, стругачи, као и коштана оруђа (бодеж, шила).
Неолит је доба земљорадње и сточарства, производње хране и седелачког живота у трајнијим насељима.  У раном и средњем неолиту на простору централног Балкана развија се старчевачка култура којој са подручја Аранђеловца припада насеље са локалитета Поља у селу Бањи. У позној епохи неолита, кроз читав један миленијум, траје винчанска култура, водећа неолитска култура југо-источне Европе. За старије фазе винчанске културе везује се покретни материјал са Капетанових њива у Белосавцима (предмети утилитарне и култне намене). Млађим фазама припадају бројни и разноврсни налази из насеља на Дизаљци (Липовац/Брезовац), међу њима и обиље антропоморфне пластике која чини значајну колекцију праисторијске збирке. На локалитету Поповића орница у Стојнику откривени су трагови насеља са основама кућа и покретним налазима.

#### Антика и средњи век
На подручју општина Аранђеловац и Топола до сада је регистровано око тридесет античких/касноантичких локалитета. Ради се, пре свега, о остацима вила рустика, од којих је мањи број тек делимично истражен (лок. Вићија у Белосавцима, Врело у Тополи, Зечка у Бањи). У селу Маскару, педесетих година 20. века, откопани си остаци хореума, а на једном од врхова планине Венчац (Градина/Мали Венчац), 2002. године, извршена су сондажна рекогносцирања касноантичког утврђења, јединог познатог на овом простору. Покретан материјал из римске епохе који чува Народни музеј у Аранђеловцу мањим делом потиче са археолошких ископавања, а већим делом је у Музеј доспео путем поклона и откупа. Истичу се камени лав из горовичке цркве (2. век), оштећена глава жене од мермера (Трешњевица, 3. век) и неколико стабала камених стубова са Вићије у Белосавцима (4. век). У Античкој збирци су и фибуле, гвоздено оружје и оруђе, фрагментоване металне посуде, бронзане и гвоздене копче, појасни језичци, оловни и керамички пршљенци и тегови, игла, кључ...

#### Нумизматика
Нумизматичку збирку, у оквиру Археолошке збирке, чине инвентарисани примерци римског новца, као и римски новац опредељен за студијску збирку. У Збирци нема, бар за сада, примерака хеленистичког и средњовековног новца.

### Етнографска збирка
Формирање Етнографске збирке започето је 1984. године.
Од првих 28 предмета које је поклонила ОШ Шумадијски партизани збирка је до данас нарасла на преко 1000 предмета у чијој структури су заступљени сви видови материјалне културе традиционалног живота руралног и урбаног становништва овог дела Шумадије. Подељена на мање збирке по врстама материјала (дрво, метал, керамика, текстил, папир), док су посебно издвојени занати и нематеријална култура.
У последњих неколико година започета су и проучавања музичког наслеђа као део ширег контекста прикупљања остатака нематеријалне културе, тако да се у фонотеци музеја већ налази преко 5 сати традиционалног певања.
У начинима прибављања етнографских културних добара доминирају поклони у толикој мери да етнографска збирка представља праву поклон-збирку. Тим пре наш музеј дугује велику захвалност становницима општина Аранђеловац и Топола.

### Историјска збирка
Збирка је подељена на подзбирке где су рукописи, разгледнице и фотографије. У којим се издвајају рукопис Животопис Јеврема Грујића, разгледница које датирају из времена пре Другог светског рата и фотографије као сведоци времена у којем су настајале. Радови аранђеловачких фотографа Најдановића, Маринковића, Митровића, Марковића, као и истакнути крагујевачки, београдски и новосадски фотографи – Љубиша Ђонић, Милан Јовановић, Искаловић...

### Збирка историје уметности
У збирци историје уметности чува се савремена уметничка керамика настала на манифестацији Свет керамике у оквиру Смотре уметности Мермер и звуци. Осим тога у оквиру збирке налази се и Поклон збирка Михаило С. Петров коју је Музеј добио на поклон 2011. године.

### Збирка надгробних споменика 18. и 19. века
У Збирци надгробних споменика налази се неколико белега 18. и 19. века: надгробник Бошка Милутиновог (1763), село Бања; Јована Мартиновића (1764), Брезовачка црква; Митра Чурулича (крај 18. в.ека), Блазнава; Јована Ћирића (1818), из порте Буковичке цркве, и неколико споменика без натписа, међу којима су и тзв. студенички крсташи, који се истичу посебном израдом и клесаном орнаментиком.

## Пећина Рисовача
Народном музеју у Аранђеловцу је, као управљачу, поверено на старање Заштићено подручје Пећина Рисовача. Као значајно археолошко налазиште палеолитске старости Рисовача је проглашена непокретним културним добром од великог значаја, а због природних вредности - природним добром од изузетног значаја (споменик природе I категорије). 
Пећина Рисовача се налази на југо-источној периферији Аранђеловца, у подножју истоименог брда на десној обали речице Кубршнице. Откривена је сасвим случајно, средином 20. века, приликом експлоатације камена у Рисовачком брду.

## Окућница Илије Милошевића
Окућница Илије Милошевића налази се на улазу у Аранђеловац, из правца Тополе, преко пута пећине Рисоваче. Ову окућницу највероватније је формирао Сретен Милошевић, прадеда последњег власника, Илије Милошевића. У пространом дворишту сачувано је седам објеката првобитне окућнице: стара кућа, новија кућа, вајат, млекар, магаза, кош и бунар. Окућница Милошевића представља типичну сеоску целину из 19. и почетка 20. века заокружену припадајућим објектима. Као таква, Окућница Илије Милошевића проглашена је спомеником културе 1992. године, а од 2007. године дата је на старање Народном музеју у Аранђеловцу.
Она је до данас сачувана са приближно истим објектима који су ту били од њеног заснивања. Стара кућа, вајат, млекар, магаза, нова кућа – све су то објекти који имају споменичка својства, а читав комплекс окућнице представља значајан споменик народног градитељства Шумадије XIX века.
Због конзерваторско-рестаураторских радова Окућница није стално отворена за посетиоце. У објектима се организују повремене етнографске изложбе, дечије радионице и други догађаји.

## Издавачка делатност
Музеј се бави и издавачком делатношћу – каталози збирки и изложби, монографије, водичи за Музеј и Рисовачку пећину и друге публикације. Године 2003. је покренут Зборник радова Музеја Шумадијски записи. У Шумадијским записима објављују се радови из области археологије, историје, историје уметности, етнологије, музеологије, конзервације и других сродних научних дисциплина. У њима се, пре свега, обрађује прошлост Шумадије и граничних подручја, са нагласком на територију која је у надлежности Народног музеја у Аранђеловцу (општине Аранђеловац и Топола).